# Philipp Franz von Walther
Philipp Franz von Walther, né le 3 janvier 1782 à Burrweiler et mort le 29 décembre 1849 à Munich, est un ophtalmologue et chirurgien allemand. Il est surtout connu pour avoir été un pionnier en ophtalmologie et chirurgie oculaire. En 1826, il décrit la première tarsorraphie (en).

## Biographie
Walther étudie la médecine à l'université de Vienne sous la direction de Georg Joseph Beer (1763–1821). Il obtient son doctorat de l'université d'Ingolstadt en 1803. Il enseigne par la suite aux universités de Bamberg, Landshut, Bonn (1818–1830) et Munich. Parmi ses étudiants les plus connus, on compte Johannes Peter Müller (1801–1858), Johann Lukas Schönlein (1793–1864) et Cajetan von Textor (1782–1860).
Avec Karl Ferdinand von Gräfe (1787–1840), il a édité le Journal der Chirurgie und Augenheilkunde, une revue de chirurgie et d'ophtalmolotie.

## Œuvres
- (de) Ueber die therapeutische Indication und den Techniscismus der galvanischen Operation, 1803.
- (de) Ueber das Alterthum der Knochenkrankheiten, 1825.
- (de) Ectropicum anguli oculi externi, eine neue Augenkrankheit und die Tarsoraphie, eine neue Augen-Operation, 1826.
- (de) Ueber die Trepanation nach Kopfverletzungen, 1831.
- (de) Die Lehre vom schwarzen Star und seine Heilart; Pathologie und Therapie der Amarose, 1840.
- (de) Ueber die Amaurose nach Superciliar-Verletzungen, 1840.
- (de) Ueber die Revaccination, 1844.
- (de) Ueber die Hornhautflecken, 1845.
- (de) Kataraktologie, Beobachtung einer Cornea conica im chirurgisch-ophthalmologischen Klinikum in München, 1846.
- (de) Wieder-Anheilung einer ganz abgehauenen Nase (S.521-235, 1 Taf.). et Nachricht über die Anheilung einer, zwei Stunden lang völlig abgetrennten Nase; ein Sendschreiben des R.Markiewicz an C.F. Graefe (S.536-537).